# Reply
Reply S.p.A. è una società italiana di consulenza informatica e servizi digitali, fondata nel 1996 e con sede a Torino. L'azienda opera a livello globale ed è specializzata in progettazione, implementazione e integrazione di soluzioni innovative nei settori della trasformazione digitale, big data, cloud computing, intelligenza artificiale, Internet of Things (IoT) e cybersicurezza. 
La società è quotata presso la Borsa valori di Milano dove è presente negli indici FTSE Italia Mid Cap e FTSE Italia STAR.

## Storia
Fondata nel 1996 a Torino da un gruppo di manager dell'IT guidati da Mario Rizzante, Reply è organizzata in un modello a rete, composto da centinaia di società specializzate che collaborano per fornire soluzioni su misura per clienti in diversi settori, tra cui telecomunicazioni, finanza, manifattura e pubblica amministrazione.
Dal 2006, anno in cui la guida dell'azienda passa a Tatiana Rizzante, figlia di Mario, inizia l'espansione in Europa, in particolare nel Regno Unito e in Germania, sia aprendo nuove sedi sia operando acquisizioni di realtà già esistenti. Quindi è la volta del Benelux e della Francia. Nell'azienda, familiare, lavora anche come Chief Technology Officer il fratello di Tatiana, Filippo. Nel 2013 Mario Rizzante è stato nominato Cavaliere del Lavoro.
Il fatturato è aumentato da 33,3 milioni di euro nel 2000, anno di quotazione al segmento Star di Borsa Italiana, a 2,118 miliardi di euro del 2023.
Già nel 2004 era, secondo Forbes, tra le prime 25 società italiane a maggiore tasso di crescita.
Nel 2022 la divisione di sviluppo videogame, Reply Game Studios, pubblica il suo primo gioco, Soulstice.

## Settori
Grazie alle aziende del proprio network, Reply opera nei seguenti settori:
- Energy and Utilities
- Telecom, Media & Entertainment
- Industrial Products
- Distribution & Transportation
- Banking
- Insurance
- Public Sector
- Healthcare
- Cybersecurity
- Esport

## Struttura societaria
Tatiana Rizzante e il fratello Filippo sono proprietari di una quota del 12,91% ciascuno di Alika, la holding che ha il 53,5% di Reply. Nell'ottobre 2017 la quota di controllo della holding è scesa al 45,1%.